# Sonnenwend-Flockenblume
Die Sonnenwend-Flockenblume (Centaurea solstitialis) ist eine Pflanzenart aus der Gattung der Flockenblumen (Centaurea).

## Beschreibung

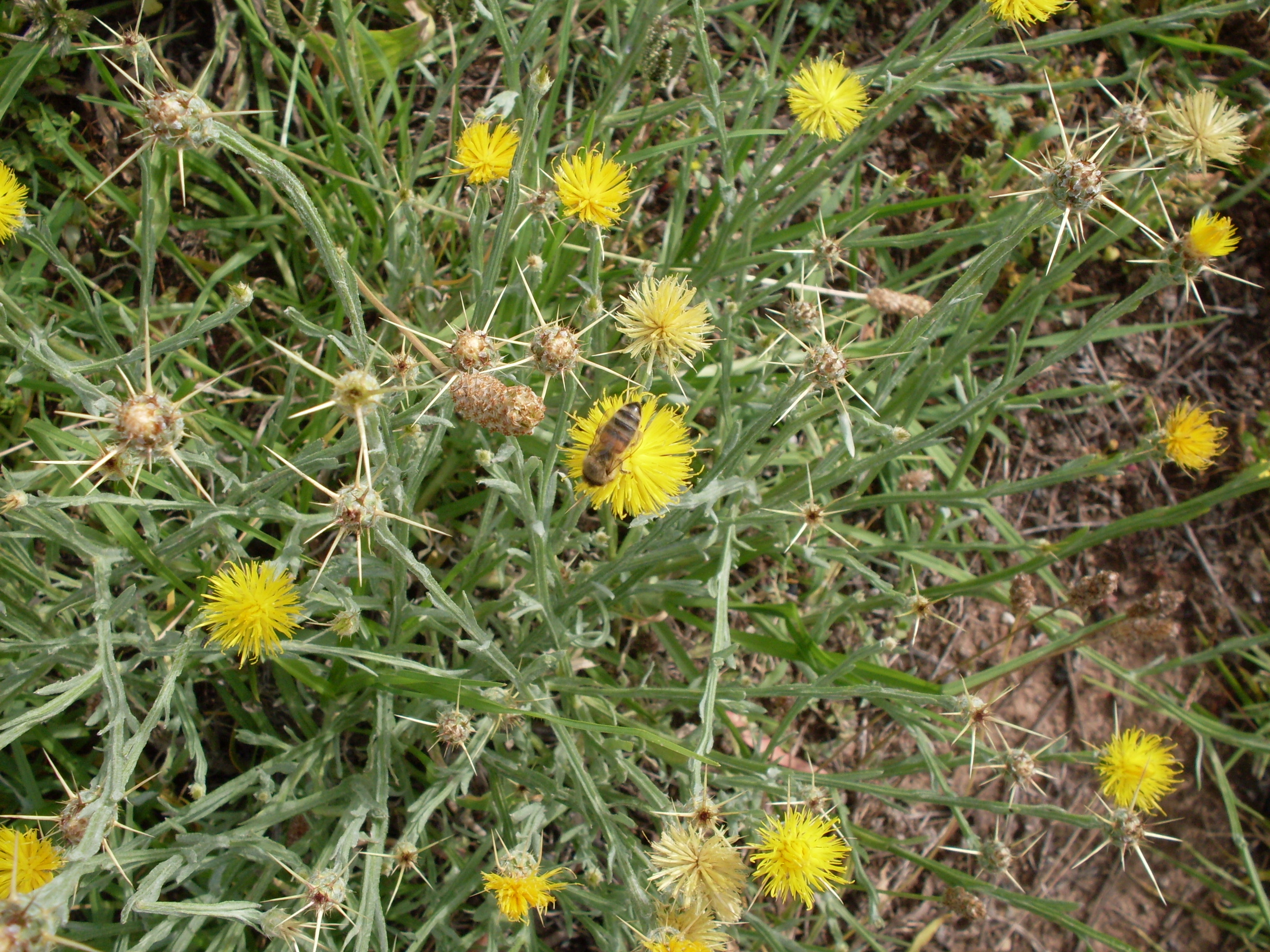
Sonnwend-Flockenblume mit Blütenbesucher

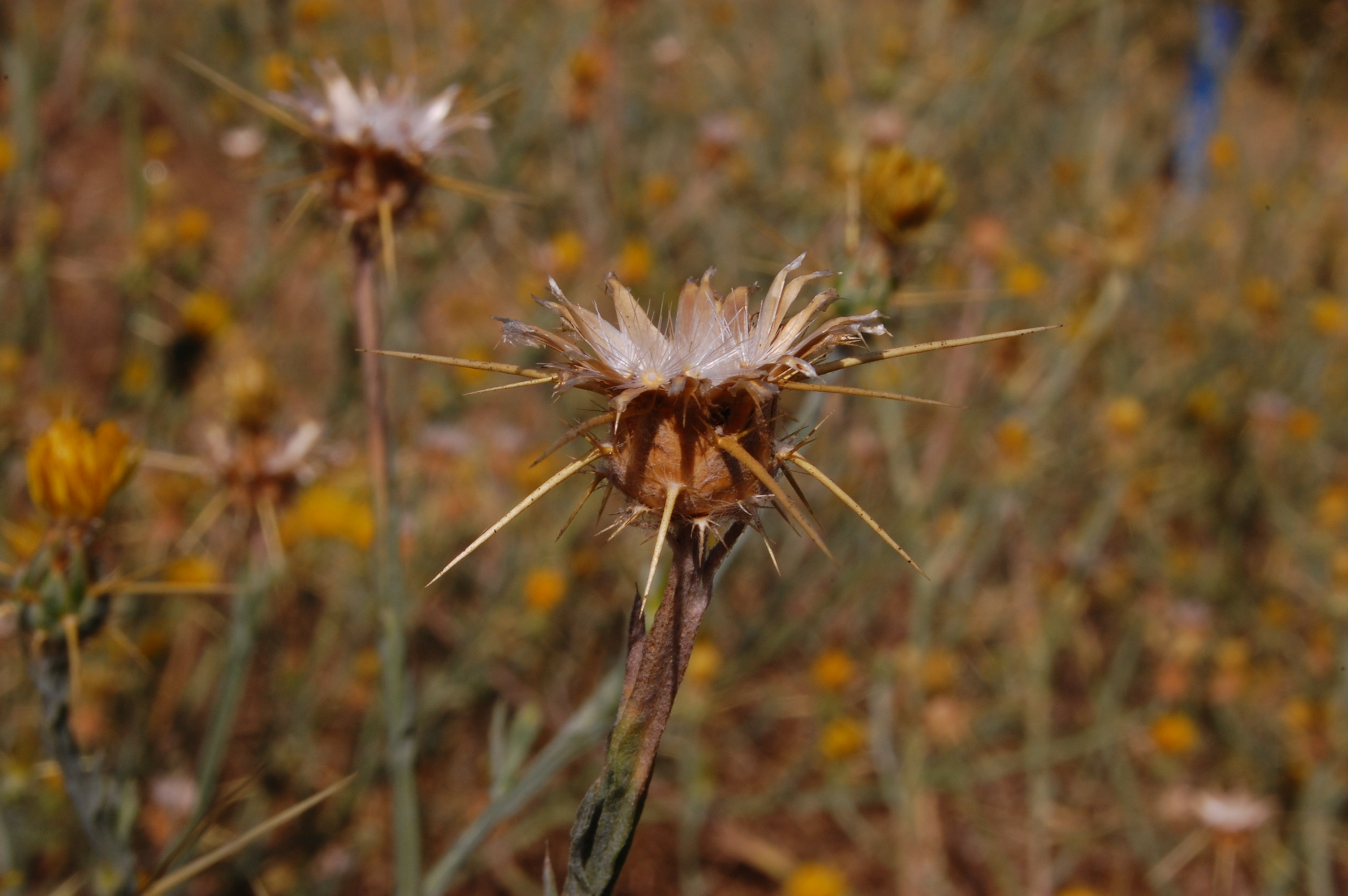
Sonnwend-Flockenblume fruchtend

### Vegetative Merkmale
Die Sonnenwend-Flockenblume ist eine sommerannuelle oder einjährig-überwinternde Halbrosettenpflanze, die Wuchshöhen von 20 bis 80 Zentimeter erreicht. Die Art bildet eine Pfahlwurzel aus. Der Stängel ist aufrecht oder kurz aufsteigend, wollig-graufilzig, kantig, durch die herablaufenden Laubblätter geflügelt und von der Mitte an in verlängerte, rutenförmige Äste geteilt. Die grundständigen Laubblätter sind leierförmig fiederspaltig mit länglichen, gezähnten oder ganzrandigen Abschnitten. Sie sind zur Blütezeit schon vertrocknet. Die Stängelblätter sind lineal-lanzettlich, ganzrandig, kurz stachelspitzig und lang geflügelt am Stängel herablaufend. Sie sind graufilzig.

### Generative Merkmale
Blütezeit ist Juni bis August. Die Blütenkörbe stehen einzeln am Ende der Äste. Die Hülle ist eikugelig, etwa 12 Millimeter lang und 10 Millimeter breit. Die innersten Hüllblätter sind lanzettlich mit einem rundlichen häutigen Anhängsel. Die mittleren und äußeren Hüllblätter sind eiförmig und enden in einem kurzen, eihandförmig fünfseitigen blassgelben Stachel. Der Stachel ist 10 bis 15 Millimeter lang. Die Scheibenblüten sind hellgelb, die randständigen sind nicht strahlend. Die Achänen sind 2,5 bis 3,5 Millimeter lang, verkehrt eiförmig und kahl. Die Achänen der Scheibenblüten sind gelblich glänzend und hellbraun gescheckt, die der Randblüten sind dunkel- bis schwarzbraun. Der Pappus ist silberweiß und 3 bis 5 Millimeter lang; bei den randständigen Achänen fehlt er.
Die Chromosomenzahl beträgt 2n = 16.

## Ökologie
Die Blüten werden von Apiden und Sphegiden bestäubt. Die Samen werden durch Klebausbreitung, als Steppenroller durch Windausbreitung und durch den Menschen verbreitet.
Als Schmarotzer wurde der Pilz Puccinia centaureae beobachtet. Gallbildungen werden von Eriophyes centaureae erzeugt.

## Vorkommen
Die Sonnenwend-Flockenblume kommt ursprünglich in Nordafrika, in Südeuropa, in Ungarn, in der Ukraine, in West- und Zentralasien und im Kaukasusgebiet vor. Sie ist ein Neophyt in Südafrika, Ägypten, im Oman, in Australien, Neuseeland, Kanada, in den Vereinigten Staaten, in Argentinien, Chile und in Uruguay.
Sie wächst an mäßig trockenen Ruderalstellen wie Schutt, Wegrändern und Umschlagplätzen, auf Klee- und Luzerneäckern und an Ackerrändern. Die Art ist basenhold, d. h., sie bevorzugt basische Böden. Sie kommt vor allem im Onopordetum vor, aber auch in Gesellschaften des Verbands Sisymbrion. In Deutschland kommt die Art seit 1830 als unbeständiger Neophyt vor.
Die ökologischen Zeigerwerte nach Landolt et al. 2010 sind in der Schweiz: Feuchtezahl F = 2 (mäßig trocken), Lichtzahl L = 4 (hell), Reaktionszahl R = 3 (schwach sauer bis neutral), Temperaturzahl T = 4+ (warm-kollin), Nährstoffzahl N = 4 (nährstoffreich), Kontinentalitätszahl K = 4 (subkontinental), Salztoleranz = 1 (tolerant).

## Inhaltsstoffe
Als Inhaltsstoffe wurden Cnicin und Calcitrapasäure nachgewiesen.

## Systematik

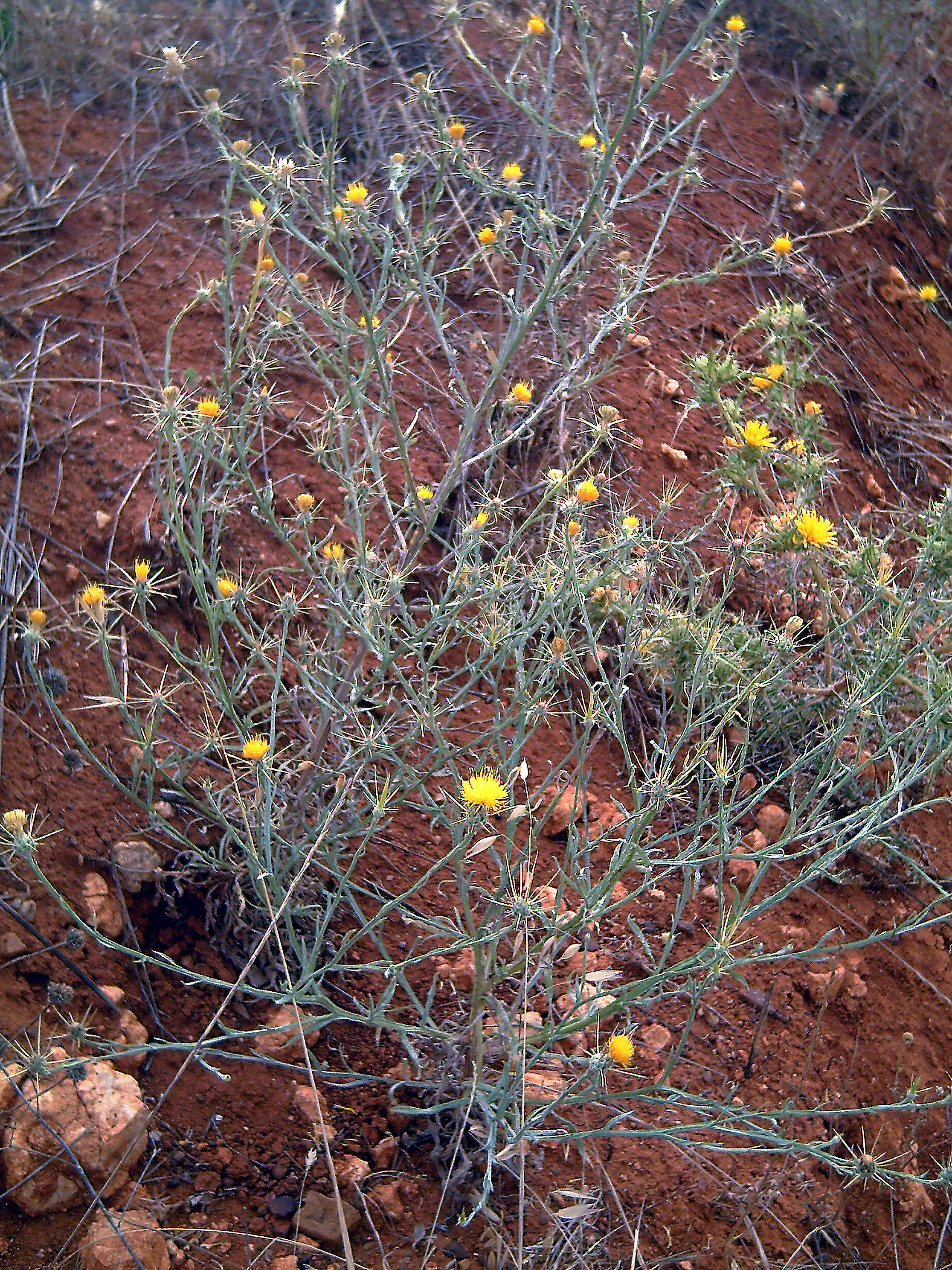
Habitus

Man kann die folgenden Unterarten unterscheiden:
- Centaurea solstitialis subsp. adamii (Willd.) Nyman: Sie kommt in Italien, Sizilien, Serbien, Makedonien, in der Slowakei, Moldawien, Ukraine und in Georgien vor.[5]
- Centaurea solstitialis subsp. carneola (Boiss.) Wagenitz (Syn.: Centaurea carneola Boiss.): Sie kommt in der Türkei vor.[5]
- Centaurea solstitialis subsp. erythracantha (Halácsy) Dostál: Sie kommt in Griechenland vor.[5]
- Centaurea solstitialis subsp. pyracantha (Boiss.) Wagenitz (Syn.: Centaurea pyracantha Boiss.): Sie kommt in der Türkei vor.[5]
- Centaurea solstitialis subsp. schouwii (DC.) Gugler: Sie kommt in Marokko, Algerien, Tunesien, Italien, Sizilien und Sardinien vor.[5]
- Centaurea solstitialis subsp. solstitialis.

## Nutzung
Die Wurzel wurde früher als "Radix Spinae solstitialis" medizinisch verwendet. Die bitter schmeckenden Blüten dienen als Mittel gegen Wechselfieber. Die Wurzel galt als Stomachicum.